# Pet Reservoir
Pet Reservoir är en sjö i Australien. Den ligger i delstaten Tasmanien, i den sydöstra delen av landet, omkring 230 kilometer nordväst om delstatshuvudstaden Hobart.
I omgivningarna runt Pet Reservoir växer i huvudsak städsegrön lövskog. Runt Pet Reservoir är det mycket glesbefolkat, med 3 invånare per kvadratkilometer. Genomsnittlig årsnederbörd är 2 259 millimeter. Den regnigaste månaden är augusti, med i genomsnitt 312 mm nederbörd, och den torraste är januari, med 91 mm nederbörd.